# Türkische Nationalbibliothek

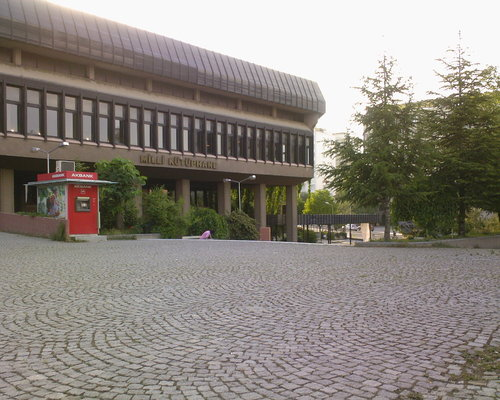
Türkische Nationalbibliothek

Die Türkische Nationalbibliothek (türkisch Milli Kütüphane) wurde am 15. April 1946 durch das türkische Bildungsministerium in Ankara gegründet. Sie ist Mitglied der Konferenz der Europäischen Nationalbibliothekare (CENL).
Der umfangreiche Bestand umfasst über drei Millionen analoge und digitale Medien u. a. Bücher, Journale, Manuskripte, arabische Schriften, Noten, Karten und Plakate. Ihr untersteht das Türkische Bibliographische Institut, welches die türkische Bibliographie pflegt. Darüber hinaus bietet die Nationalbibliothek ein Mikrofilm-Archiv und ein sogenanntes Atatürk-Dokumentationszentrum an.
Bereits 1947 bezog die Bibliothek aus Platzgründen neue Räumlichkeiten. Von 1965 bis 1983 vollzog sich eine lange Umbauphase.